# Llanito

De flesta av invånarna i Gibraltar talar llanito.

Llanito, även kallat Yanito, är en sorts blandspråk talat på Gibraltar med inslag av andalusisk spanska och engelska. Det finns olika teorier om termens ursprung. Ordet kan komma från det genuesiska personnamnet ”Gianni” (sedan Gibraltar blev brittiskt 1704 har det skett en viss invandring från trakten kring Genua i Italien) eller från engelskans ”Johnny”. Språket är i grunden en talspråklig variant eller dialekt av spanska med inslag av engelska ord och engelsk syntax. Även lånord från andra språk förekommer, bland andra italienska, arabiska och hebreiska.
Utmärkande för llanito är kodväxling mellan spanskan och engelskan. Det kan ske både mellan och inuti meningar, inte minst är det vanligt att engelska substantiv infogas i spanska meningar. Det officiella språket i Gibraltar är engelska men alla Gibraltarbor kan tala såväl engelska, oftast med brittiskt uttal, som spanska med andalusiskt uttal. Llanito är främst ett vardagsspråk, ett talat språk. Det är ovanligt med text skriven på språket. 

Llanito/yanito har även kommit att en fungera som en sorts markör för att visa på en särskild ”gibratarsk” identitet som varken är engelsk eller spansk. Llanitos/yanitos kan därmed även beteckna befolkningen på Gibraltar. 
| ”                    | Yanito är alltså det handviftande emotionella språket, medan engelska är det kostymklädda språket. | „ |
| – Nils Erik Forsgård | |   |

## Ordförråd
Även om llanito i stor utsträckning bygger på den vardagliga variant av spanska språket som talas i Campo de Gibraltar, innehåller språket många särdrag som går bortom ren kodväxling till engelska. Några av de mest framträdande är följande:

### Anglicismer
Llanito innehåller många lån från engelskan, ibland med felaktig betydelse (falska vänner) eller med humoristiska drag.
- Echegarai: "portvakt". Kommer av den engelska frasen "check gate", som sedan påverkats av det baskiska efternamnet Echegaray.
- Focona: Gibraltars gräns med Spanien. Av engelska "four corners", ”fyra hörn”.
- darle una apología: en direktöversättning av engelska "to give him an apology", ”att be honom om ursäkt”, istället för spanska pedirle perdón. På spanska betyder apología snarare ett "försvarstal" än en ursäkt.

### Översättningslån från engelska till spanska
Llanito använder ofta verbuttryck med para atrás, med det sammandragna uttalet p'atrás, som motsvarar engelska partikelverb som slutar med "back" (”tillbaka”). Sådana uttryck existerar inte på spanska (utanför Gibraltar).
- Te llamo p'atrás: översättninglån av engelska I'll call you back, ”Jag ringer dig tillbaka”. På standardspanska säger man istället "Jag återlämnar dig samtalet" (Te devuelvo la llamada, Te devolveré la llamada).
- dar p'atrás: to give back, ”ge tillbaka, återlämna”.
- venir p'atrás: to come back, ”komma tillbaka, återkomma”.
- hablar p'atrás: to talk back, ”besvara”.
- pagar p'atrás: to pay back, ”betala tillbaka, återbetala”.

Ordet liqueribá på llanito heter på spanska regaliz (svenska: "lakrits"). Det kommer av engelska liquorice bar, ”lakritsstång”.

### Översättningslån från spanska till engelska
Llanito innehåller även engelska uttryck som är direkta översättningar av idiomatiska spanska fraser:
- Don't give me the tin: Översättningslån av spanskans No me des la lata, som betyder "sluta att störa mig".
- What a cachonfinger!: ett humoristiskt uttryck baserat på det spanska ordet cachondeo som i brittisk engelska ungefär motsvarar "piss-take" (svenska: ”det att driva med någon”). Ordets slutled -deo, uttalas i andalusisk spanska ungefär som ordet dedo (”finger”), vilket ger upphov till ordleken cachonfinger – en sammanslagning av spanska och engelska där ”finger” läggs till på engelskt manér.

## Film
En dokumentärfilm med titeln People of the Rock: The Llanitos of Gibraltar hade premiär år 2011, och behandlar llanitos språkdrag, historia och kultur. Bland de intervjuade märks: Pepe Palmero, känd från GBC:s matprogram Pepe's Pot, Kaiane Aldorino, vinnare av Miss World 2009, Tito Vallejo, författare av The Llanito Dictionary.